# كيمياء مبلمرات
كيمياء المبلمرات أو كيمياء المكثورات أو كيمياء البوليمرات أو كيمياء الجزيئات الكبيرة علم متشعب يتعامل مع الاصطناع الكيميائي والخواص الكيميائية للمبلمرات أو الجزيئات الكبيرة. الجزيئات الكبيرة بصفة عامة ترجع إلى سلاسل جزيئية وبذلك فإنها تتبع علم الكيمياء. المبلمرات تصف خواص أغلبية مادة المبلمر وتتبع علم فيزياء البوليمرات كعلم متفرع من الفيزياء. اللدائن مثل البولي إثيلين يعامل في هذه المقالة على أنها تفرع من المكثورات التصنيعية التي لها شهرة تجارية. المكثورات الحيوية مثل البروتينات هي أيضا تفرع للمكثورات وتتواجد في الطبيعة.

## تاريخ المبلمرات
في عام 1897 قام هيلير دو شاردوني ببدء أول مصنع لتصنيع الخيوط بناء على السليولوز كمادة لاستبدال الحرير. في عام 1907 قام ليو بيكلاند باختراع أول مبلمر تصنيعي، الباكلايت. في عام 1922 كان هرمان شتاودنغر أول من افترض أن المبلمرات تتكون من سلاسل طويلة من الذرات مرتبطة معا برابطة تساهمية. كما اقترح أيضا تسمية هذه المركبات بالجزيئات الكبيرة. وقبل هذا، كان العلماء يعتقدون أن المبلمرات هي تجمعات للجزيئات الصغيرة (تسمي غروانيات) مرتبطة معًا عن طريق قوى دقيقة غير معروفة. وقد حصل شاودينجر على جائزة نوبل في الكيمياء عام 1953 م. وقد اخترع والاس كاروثرز أول مطاط تصنيعي (نيوبرين) عام 1931 م والنيلون عام 1935 م. وحصل بول فلوري على جائزة نوبل في الكيمياء عام 1974 لعمله على شكل اللف العشوائي (بالإنجليزية: Random coil)‏ للمبلمرات.

## معرض صور

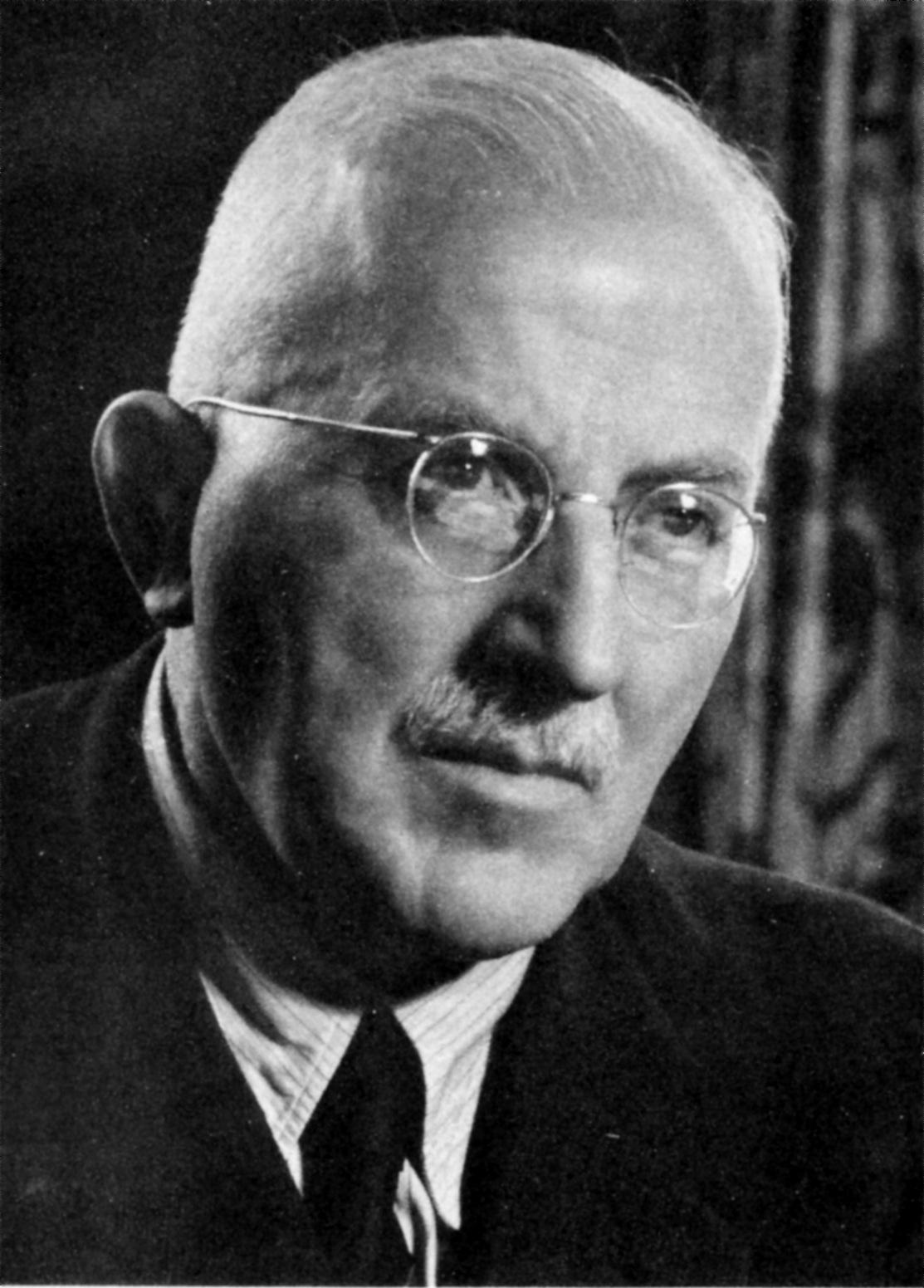
هرمان شتاودنغر، أبو كيمياء المبلمرات.
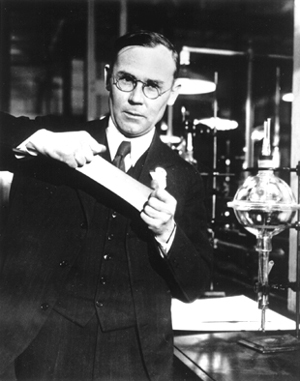
والاس كاروثرز، مخترع النايلون.
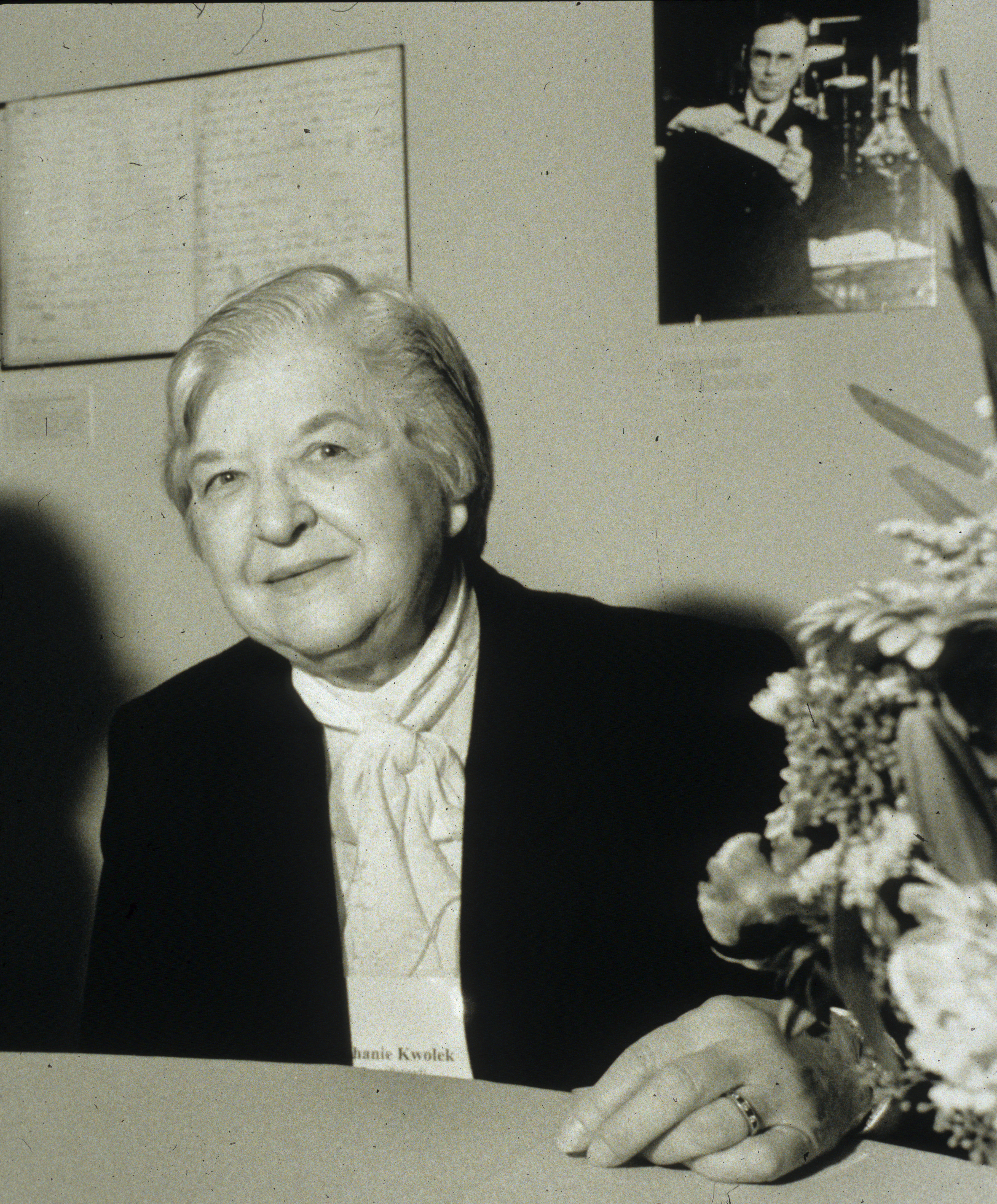
ستيفاني كووليك، مخترعة كيفلار.

## المبلمرات وخواصها
المبلمرات هي مركبات ذات كتلة جزئيئة عالية تتكون من بلمرة المواحيد (المونوميرات). وتُصنع بعملية البلمرة ويمكن تعديلها بإضافة المواحيد، حيث تؤثر هذه الإضافات على الخواص الميكانيكية للمبلمرات، وقابليتها للمعالجة، ومتانتها، وغيرها من الخصائص. يُطلق على الجزيء التفاعلي البسيط الذي تُشتق منه الوحدات البنائية المتكررة في البوليمر اسم "الموحود".
ويوصف المبلمر كيميائيًا بدرجة البلمرة، وتوزيع الكتلة المولية، والترتيبية، وتوزيع المبلمر المشترك، ودرجة تفرع المبلمر، ومجموعة النهاية، والتشابك، والتبلورية وأيضا بالخواص الحرارية مثل درجة حرارة التحول الزجاجي. المبلمرات في المحاليل لها خواص خاصة بالنظر إلى انحلاليتها، وكثافتها، وتجلطها.

## اقرأ أيضا
- مبلمر
- قليل الوحدات
- ثنائي الوحدات